# Patrick Ruto
Patrick Kibet Ruto  (* 10. Dezember 1986) ist ein kenianischer Badmintonspieler. Er gehört in dieser Sportart zu den erfolgreichsten Sportlern Afrikas in der zweiten Hälfte des ersten Jahrzehnts des neuen Jahrtausends.
Nachdem er 2005 bei den Kenia International frühzeitig ausgeschieden war, machte er ein Jahr später mit einem dritten Platz im Herreneinzel und einem zweiten Platz im Herrendoppel bei der gleichen Veranstaltung erstmals international auf sich aufmerksam. Durch die vorwiegend bei afrikanischen Turnieren gesammelten Weltranglistenpunkte der Jahre 2006 und 2007 konnte er im letztgenannten Jahr an der Weltmeisterschaft teilnehmen, schied jedoch im Herrendoppel in der ersten Runde aus. Auch bei den Mauritius International des Jahres war frühzeitig Endstation für ihn. Sein größter Erfolg folgte mit Platz 2 im Herrendoppel bei den Kenia International 2008.

## Erfolge
| Datum | Einzel/Doppelspiel | Turnier                  | Resultat     |
| ----- | ------------------ | ------------------------ | ------------ |
| 2005  | Einzel             | Kenya International      | 1/32         |
| 2006  | Doppel             | Kenya International      | 2.           |
| 2006  | Mixed              | Kenya International      | Achtelfinale |
| 2007  | Doppel             | Weltmeisterschaft        | 1/64         |
| 2007  | Einzel             | All Africa Championships | Achtelfinale |
| 2007  | Doppel             | All Africa Championships | Achtelfinale |
| 2007  | Mixed              | All Africa Championships | Achtelfinale |
| 2007  | Einzel             | Mauritius International  | 1/64         |
| 2007  | Mixed              | Mauritius International  | Achtelfinale |
| 2007  | Doppel             | Kenya International      | Halbfinale   |